# Саут Елиот (Мејн)
Саут Елиот (енгл. South Eliot) насељено је место без административног статуса у америчкој савезној држави Мејн.

## Демографија
По попису из 2010. године број становника је 3.550, што је 105 (3,0%) становника више него 2000. године.
| Група             | 2000.         | 2010.         |
| Белци             | 3.381 (98,1%) | 3.403 (95,9%) |
| Афроамериканци    | 5 (0,1%)      | 36 (1,0%)     |
| Азијати           | 17 (0,5%)     | 19 (0,5%)     |
| Хиспаноамериканци | 17 (0,5%)     | 41 (1,2%)     |
| Укупно            | 3.445         | 3.550         |